# Ulrike Törpsch
Ulrike Törpsch (ur. 14 stycznia 1990 w Dreźnie) – niemiecka wioślarka.

## Osiągnięcia
- Mistrzostwa Świata Juniorów – Linz 2008 – czwórka podwójna – 1. miejsce[1].
- Mistrzostwa Świata U-23 – Račice 2009 – czwórka podwójna – 2. miejsce[1].
- Mistrzostwa Europy – Brześć 2009 – jedynka – 10. miejsce[1].